# 阿爾泰金山
阿爾泰金山（Golden Mountains of Altai）是俄羅斯的一處世界文化遺產的名稱，包括了阿爾泰山脈中的別盧哈山、烏科克高原等部分。阿爾泰金山在1998年被列入世界自然遺產。金山這一名稱來自於當地突厥牧民語言，是因為這裡有黃金礦脈。阿爾泰金山的保護範圍是16,175 km²。